# مورغان فيرتشيلد
مورغان فيرتشيلد (بالإنجليزية: Morgan Fairchild )‏ (و. 1950  م) هي ممثلة، وممثلة تلفزيونية، وممثلة أفلام، وممثلة صوت، من الولايات المتحدة، ولدت في دالاس، تكساس.

## وصلات خارجية
- مورغان فيرتشيلد على موقع IMDb (الإنجليزية)
- مورغان فيرتشيلد على موقع روتن توميتوز (الإنجليزية)
- مورغان فيرتشيلد على موقع ألو سيني (الفرنسية)
- مورغان فيرتشيلد على موقع تيرنر كلاسيك موفيز (الإنجليزية)
- مورغان فيرتشيلد على موقع أول موفي (الإنجليزية)
- مورغان فيرتشيلد على موقع قاعدة بيانات برودواي على الإنترنت (الإنجليزية)
- مورغان فيرتشيلد على موقع قاعدة بيانات الأفلام السويدية (السويدية)
- مورغان فيرتشيلد على موقع إن إن دي بي (الإنجليزية)
- مورغان فيرتشيلد على موقع قاعدة بيانات الفيلم (الإنجليزية)
- مورغان فيرتشيلد على موقع كينوبويسك (الروسية)